# Oxalis cratensis
Oxalis cratensis är en harsyreväxtart som beskrevs av William Jackson Hooker. Oxalis cratensis ingår i släktet oxalisar, och familjen harsyreväxter. Utöver nominatformen finns också underarten O. c. paraguayensis.